# Memorial Beach
Albums de a-ha
East of the Sun, West of the Moon
(1990) Minor Earth Major Sky
(2000)
Memorial Beach est le cinquième album du groupe de pop norvégien A-ha, sorti en 1993. 
Après sa parution, le groupe fera une pause jusqu'en 1998. 
L'album est devenu très difficile, sinon impossible à se procurer sur certains marchés, par exemple au Canada et aux États-Unis. 

## Titres
Toutes les chansons sont écrites et composées par Pål Waaktaar-Savoy, sauf mention contraire.
| No  | Titre                          | Auteur                           | Durée |
| --- | ------------------------------ | -------------------------------- | ----- |
| 1.  | Dark Is the Night for All      |                                  | 3:46  |
| 2.  | Move to Memphis                | Magne Furuholmen, Waaktaar-Savoy | 4:22  |
| 3.  | Cold As Stone                  |                                  | 8:19  |
| 4.  | Angel in the Snow              |                                  | 4:13  |
| 5.  | Locust                         |                                  | 5:09  |
| 6.  | Lie Down in Darkness           |                                  | 4:32  |
| 7.  | How Sweet It Was               |                                  | 6:00  |
| 8.  | Lamb to the Slaughter          | Furuholmen                       | 4:20  |
| 9.  | Between Your Mama and Yourself |                                  | 4:16  |
| 10. | Memorial Beach                 |                                  | 4:36  |

## Personnel

### a-ha
- Morten Harket - chant
- Magne Furuholmen - claviers, chœurs
- Pål Waaktaar - guitares, programmation de la batterie, chœurs

### Personnel additionnel
- Jørun B. Bøgeberg - basse
- Per Hillestad - batterie
- J.D. Steele - chœurs (2, 6)
- Jevetta Steele - chœurs (2, 6)
- Kat Wilson - chœurs (2, 6)